# Lista de municípios de Mato Grosso do Sul por PIB per capita (2009)
Este anexo contém uma lista de Produto Interno Bruto (PIB) per capta municipais de Mato Grosso do Sul. A lista é ocupada pelos municípios sul-mato-grossenses em relação ao Produto Interno Bruto (PIB) per capita a preços correntes em 2009, segundo o Instituto Brasileiro de Geografia e Estatística (IBGE).

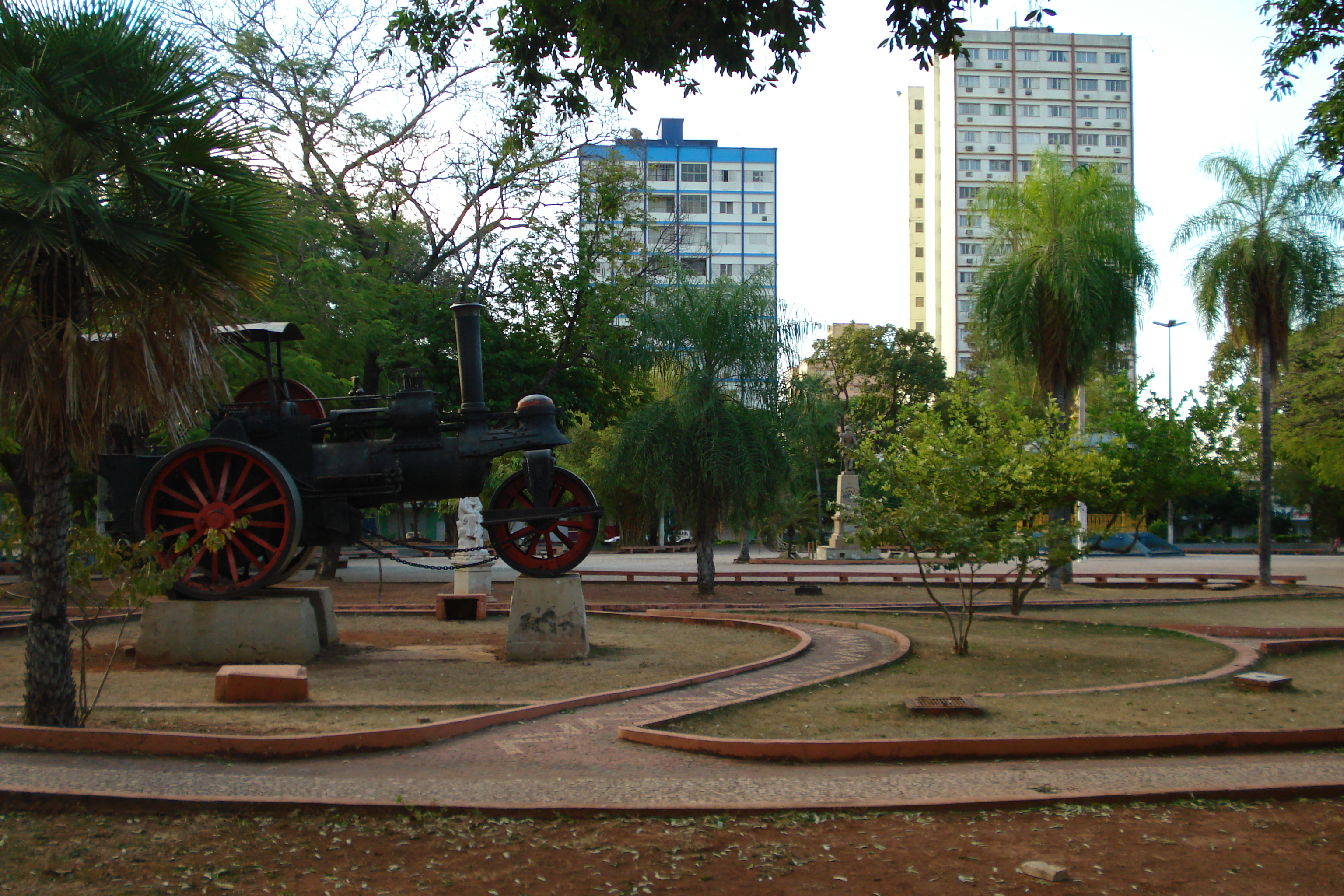
Corumbá, terceira colocada

Relação do PIB per capta dos municípios.
| Posição | Município                | PIB per capta (R$) |
| ------- | ------------------------ | ------------------ |
| 1       | Chapadão do Sul          | 35 765,28          |
| 2       | São Gabriel do Oeste     | 27 561,03          |
| 3       | Corumbá                  | 27 300,58          |
| 4       | Maracaju                 | 23 898,32          |
| 5       | Água Clara               | 23 869,79          |
| 6       | Três Lagoas              | 22 512,35          |
| 7       | Costa Rica               | 21 566,02          |
| 8       | Rio Brilhante            | 21 507,36          |
| 9       | Aral Moreira             | 21 494,02          |
| 10      | Alcinópolis              | 20 592,96          |
| 11      | Ribas do Rio Pardo       | 20 313,60          |
| 12      | Santa Rita do Pardo      | 19 667,18          |
| 13      | Sonora                   | 19 349,90          |
| 14      | Laguna Carapã            | 19 046,05          |
| 15      | Jateí                    | 18 880,52          |
| 16      | Nova Alvorada do Sul     | 18 869,65          |
| 17      | Inocência                | 18 855,39          |
| 18      | Bandeirantes             | 18 285,31          |
| 19      | Bataguassu               | 18 247,28          |
| 20      | Rochedo                  | 18 046,82          |
| 21      | Angélica                 | 17 819,69          |
| 22      | Antônio João             | 17 672,79          |
| 23      | Camapuã                  | 17 131,93          |
| 24      | Aparecida do Taboado     | 16 938,95          |
| 25      | Dourados                 | 15 826,58          |
| 26      | Brasilândia              | 15 783,37          |
| 27      | Batayporã                | 15 616,75          |
| 28      | Corguinho                | 15 579,89          |
| 29      | Figueirão                | 15 575,90          |
| 30      | Campo Grande             | 15 422,30          |
|         | Média estadual           | 15 406,96          |
| 31      | Bodoquena                | 15 223,29          |
| 32      | Naviraí                  | 15 189,29          |
| 33      | Caarapó                  | 15 166,91          |
| 34      | Selvíria                 | 14 825,24          |
| 35      | Jaraguari                | 14 754,63          |
| 36      | Taquarussu               | 14 750,72          |
| 37      | Porto Murtinho           | 14 677,58          |
| 38      | Iguatemi                 | 14 163,74          |
| 39      | Caracol                  | 13 982,10          |
| 40      | Sidrolândia              | 13 790,21          |
| 41      | Nova Andradina           | 13 266,33          |
| 42      | Pedro Gomes              | 13 130,02          |
| 43      | Paranaíba                | 12 806,97          |
| 44      | Cassilândia              | 12 597,54          |
| 45      | Coxim                    | 12 386,25          |
| 46      | Anaurilândia             | 12 201,08          |
| 47      | Bonito                   | 11 991,64          |
| 48      | Itaporã                  | 11 904,15          |
| 49      | Rio Verde de Mato Grosso | 11 779,65          |
| 50      | Terenos                  | 11 762,95          |
| 51      | Rio Negro                | 10 929,07          |
| 52      | Juti                     | 10 891,61          |
| 53      | Ponta Porã               | 10 817,42          |
| 54      | Itaquiraí                | 10 804,77          |
| 55      | Novo Horizonte do Sul    | 10 620,89          |
| 56      | Mundo Novo               | 10 615,59          |
| 57      | Vicentina                | 10 508,23          |
| 58      | Ivinhema                 | 10 215,30          |
| 59      | Amambai                  | 10 169,29          |
| 60      | Nioaque                  | 10 073,27          |
| 61      | Dois Irmãos do Buriti    | 10 061,76          |
| 62      | Guia Lopes da Laguna     | 9 993,06           |
| 63      | Tacuru                   | 9 920,98           |
| 64      | Eldorado                 | 9 780,05           |
| 65      | Aquidauana               | 9 745,64           |
| 66      | Bela Vista               | 9 459,52           |
| 67      | Glória de Dourados       | 9 456,58           |
| 68      | Douradina                | 9 109,15           |
| 69      | Jardim                   | 9 014,05           |
| 70      | Miranda                  | 8 994,09           |
| 71      | Deodápolis               | 8 846,56           |
| 72      | Anastácio                | 8 805,46           |
| 73      | Fátima do Sul            | 8 346,09           |
| 74      | Sete Quedas              | 7 594,91           |
| 75      | Ladário                  | 6 384,05           |
| 76      | Paranhos                 | 6 171,00           |
| 77      | Coronel Sapucaia         | 6 041,21           |
| 78      | Japorã                   | 5 076,51           |
| —       | Paraíso das Águas        | —                  |